# Deinopis granadensis
Deinopis granadensis är en spindelart som beskrevs av Eugen von Keyserling 1879. Deinopis granadensis ingår i släktet Deinopis och familjen Deinopidae.
Artens utbredningsområde är Colombia. Inga underarter finns listade i Catalogue of Life.